# Euchomenella heteroptera
Espèce
Euchomenella heteroptera est une espèce d'insectes de la famille des Deroplatyidae (ordre des Mantodea).

## Répartition
Cette espèce se rencontre en Asie, et plus précisément en Malaisie, à Singapour, en Indonésie et aux Philippines.

## Description
Cette mante est en forme de bâtonnet avec le prothorax allongé. Les ailes sont décolorées chez les deux sexes. L'abdomen est jaune et annelé de brun. Les hanches antérieures arborent des bandes noires à l'apex. Les fémurs antérieurs présentent trois bandes brunes et les tibias postérieurs deux ou trois anneaux plus clairs.

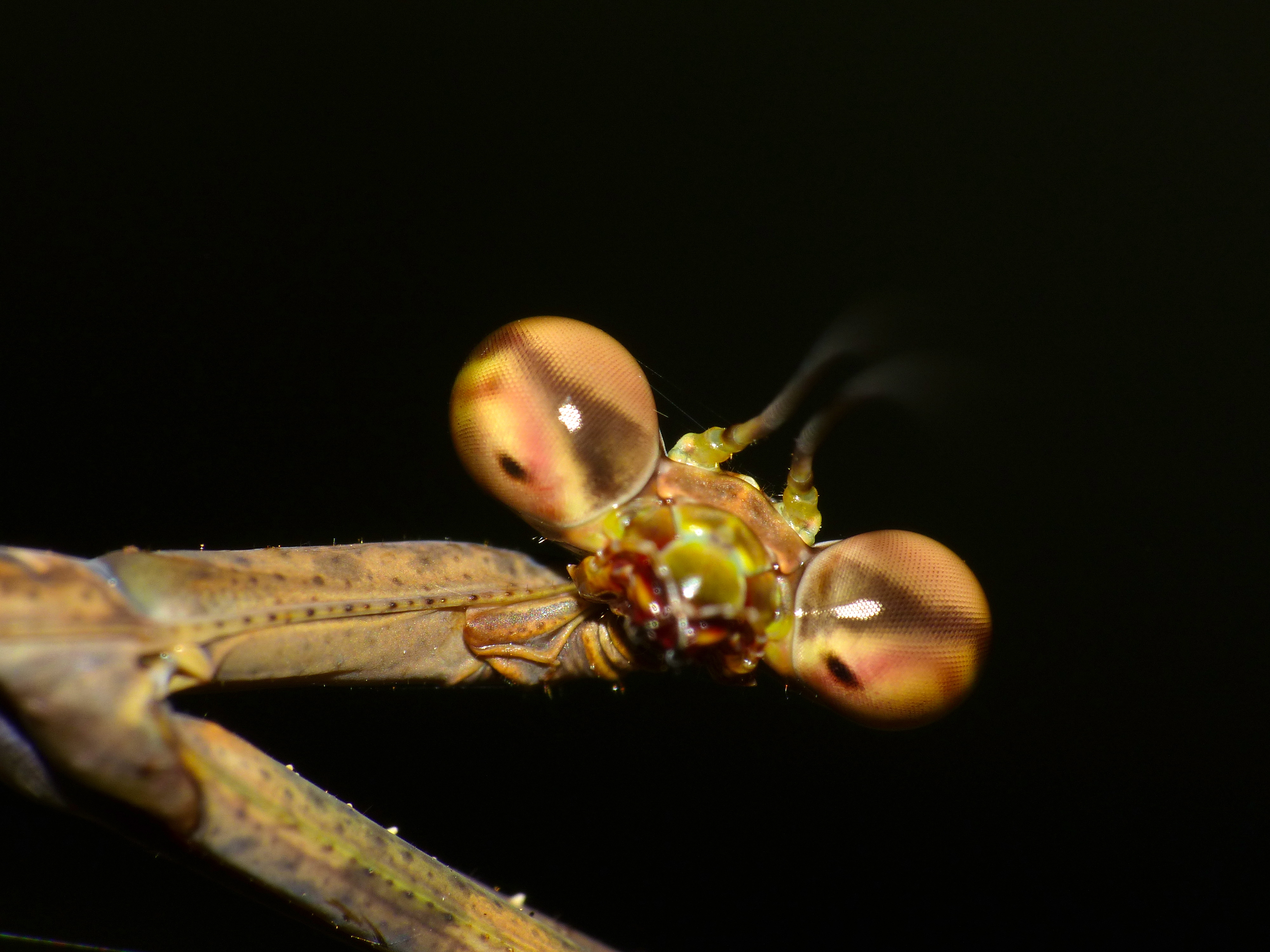
Euchomenella heteroptera, femelle.

La tête est triangulaire et très mobile avec des yeux composés exophtalmiques élargis.
Chez le mâle, le prothorax est très allongé, étroit et finement denté sur le bord externe alors qu'il est très court dorsalement chez la femelle.
Les pattes sont minces. Les coxae antérieures et les fémurs sont fortement allongés tandis que les tibias sont proportionnellement courts et se terminent dans la région distale des fémurs antérieures, paraissant ainsi courts par rapport à la longueur totale de la patte. Les lobes apicaux internes du coxa antérieur sont adjacents. La seconde épine discoïdale du fémur antérieur est plus longue que la première. Chez les Euchomenella, le tibia antérieur présente sept épines externes et très rarement huit. Les tibias postérieurs sont moyens et les fémurs de ces mêmes pattes sont cylindriques, dentelées au sommet chez le mâle. Chez la femelle, au contraire, ces fémurs ont un bord postérieur en forme de quille, aplati au sommet, avec deux épines saillantes.
Les cerques sont simples. 

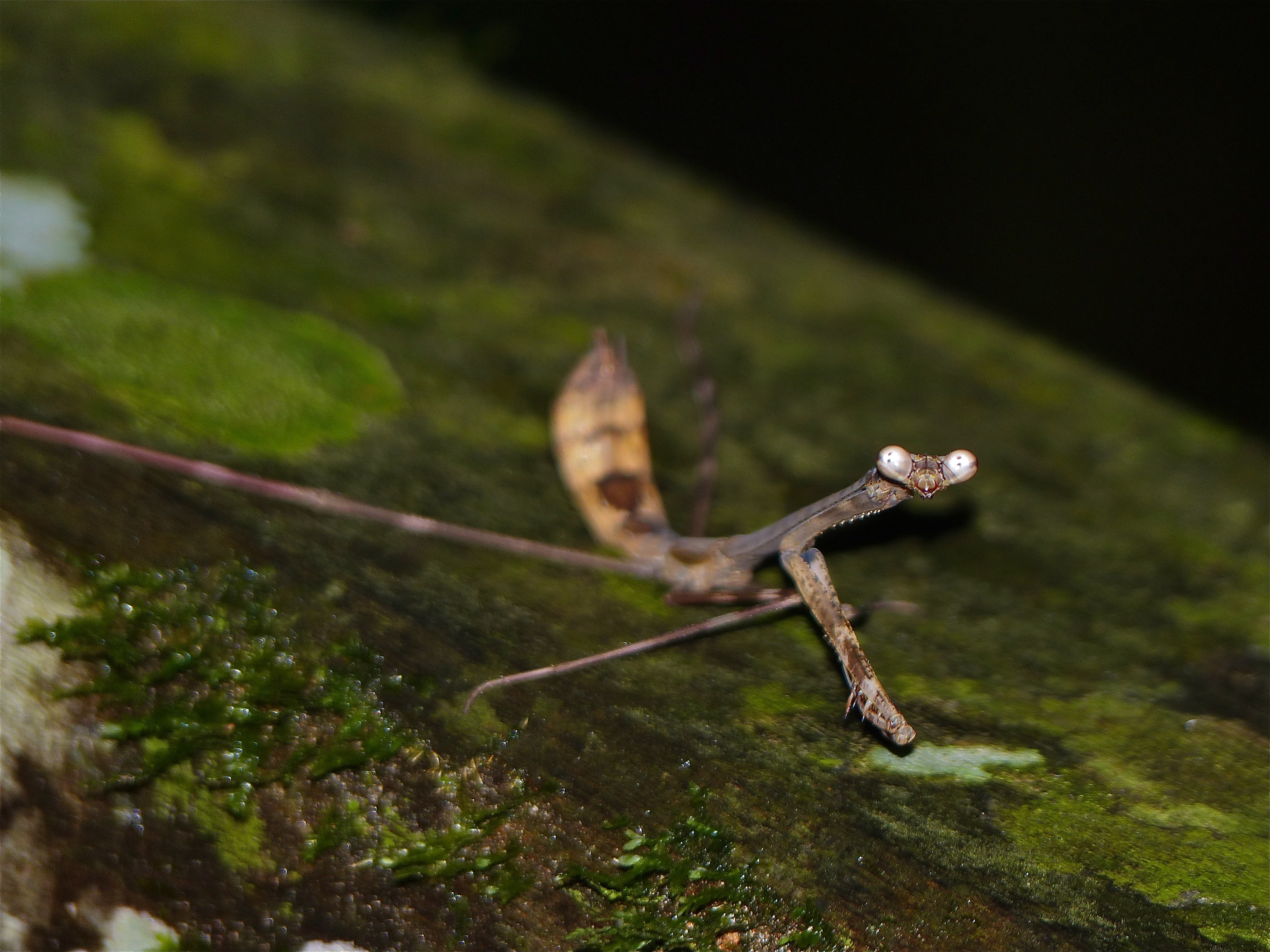
Euchomenella heteroptera, femelle.

Chez le mâle, les élytres et les ailes sont hyalins fumés. Les deux ailes sont allongées et assez étroites. Elles sont complètement translucides fumées et à peine plus foncées à l'extrémité. Chez la femelle, les élytres sont gris et pointillés de brun avec un pterostigma laiteux à pointe noire. Les ailes supérieures sont opaques, gris cendré, sombres à l'extrémité et légèrement marbrées plus foncées sur la moitié de leur longueur. Les ailes inférieures sont brunes, légèrement veinées de nervures transversales transparentes et le champ antérieur est brun foncé avec un reflet bleu ciel. Une bande blanche orne l'extrémité qui est brune avec un bord très foncé. Chez les deux sexes, les deuxième et troisième veines des ailes supérieures ont une seule branche. La cinquième veine du champ antérieur de l'aile inférieure a également une seule branche. La première veine de l'aile postérieure présente deux branches. Chez le mâle, la quatrième veine des ailes supérieures présente trois branches, dont l'interne est une fois subdivisée. Chez la femelle, les deux branches de cette veine donnent naissance à une seule branche.

## Systématique
L'espèce Euchomenella heteroptera a été nommée et décrite en 1846 par l'entomologiste néerlandais Willem de Haan (1801-1855) sous le protonyme Mantis heteroptera.

### Publication originale
- (nl) W. de Haan, « Bijdragen tot de kennis der Orthoptera », Verhandelingen over de natuurlijke geschiedenis der Nederlandsche overzeesche bezittingen, Leyde, vol. 3,‎ 1842, p. 45-243 (lire en ligne, consulté le 29 mars 2025).